# Jason DeWitt
Jason DeWitt (* 20. September 1983 in Mishawaka, Indiana) ist ein professioneller US-amerikanischer Pokerspieler. Er ist zweifacher Braceletgewinner der World Series of Poker.

## Persönliches
DeWitt wuchs in Granger, Indiana, auf und besuchte die Mishawaka High School.

## Pokerkarriere

### Werdegang
DeWitt spielte online unter den Nicknames TheMasterJ33 (PokerStars, Full Tilt Poker sowie Bodog), NoSoup4UUUU (UltimateBet) und 3outsTochop (Cake Poker). Bis September 2011 erspielte er sich dabei mit Turnierpoker Preisgelder von knapp einer Million US-Dollar.
Seine erste Geldplatzierung bei einem Live-Pokerturnier erzielte der Amerikaner im Juni 2006 bei der World Series of Poker (WSOP) im Rio All-Suite Hotel and Casino in Paradise am Las Vegas Strip. Dort erreichte bei einem Shootout-Turnier der Variante No Limit Hold’em den Finaltisch und belegte den mit knapp 40.000 US-Dollar dotierten sechsten Platz. Ende Juli 2008 wurde er beim Main Event der Heartland Poker Tour in Gary, Indiana, Zweiter und erhielt mehr als 100.000 US-Dollar. Bei der WSOP 2009 beendete DeWitt ein Event auf dem zweiten Rang, der mit über 310.000 US-Dollar bezahlt wurde. Im Jahr darauf entschied er ein Turnier der WSOP 2010 für sich und erhielt ein Bracelet sowie den Hauptpreis von knapp 820.000 US-Dollar. Anfang März 2011 wurde er beim Main Event des L.A. Poker Classic in Los Angeles Neunter und sicherte sich knapp 100.000 US-Dollar. Nach je drei Geldplatzierungen bei der WSOP 2011 und 2012 kam der Amerikaner bei den Austragungen 2013, 2014 und 2015 je einmal auf die bezahlten Ränge. Mitte Juni 2016 gewann er das Millionaire Maker der WSOP 2016 und erhielt sein zweites Bracelet sowie ein Preisgeld von über einer Million US-Dollar. Bei der WSOP 2017 wurde DeWitt bei der Pot Limit Omaha Championship Fünfter, was ihm knapp 200.000 US-Dollar einbrachte. Seitdem blieben größere Turniererfolge aus.
Insgesamt hat sich DeWitt mit Poker bei Live-Turnieren mehr als 3 Millionen US-Dollar erspielt.

### Braceletübersicht
DeWitt kam bei der WSOP 51-mal ins Geld und gewann zwei Bracelets:
| Jahr | Buy-in (in $) | Turnier                            | Teilnehmer | Preisgeld (in $) |
| ---- | ------------- | ---------------------------------- | ---------- | ---------------- |
| 2010 | 5000          | No-Limit Hold’em                   | 0792       | 0.818.959        |
| 2016 | 1500          | No-Limit Hold’em Millionaire Maker | 7190       | 1.065.403        |